# Catriona (roman)
Pour l’article homonyme, voir Catriona (genre).
Catriona est un roman d'aventures de Robert Louis Stevenson paru d'abord sous la forme de roman-feuilleton dans la revue « Atalanta » de décembre 1892 à septembre 1893, puis sous forme de livre en 1893. En France, le roman a été édité pour la première fois en 1907.
Il s'agit de la suite des péripéties du jeune David Balfour initiées dans Enlevé ! (Kidnapped, 1886).

## Résumé
L'histoire commence exactement où s'était arrêté Enlevé !, le 25 août 1751. Après avoir récupéré sa fortune, David Balfour, recherché comme complice dans l'affaire du meurtre d'Appin, se rend auprès de l'avocat général, lord Prestongrange, muni d'une lettre de recommandation d'un lointain cousin, pour lui exposer l'affaire, et tenter de disculper James Stewart et Alan Breck. Prestongrange se prend de sympathie pour lui et croit à son innocence, mais tente de le dissuader de témoigner, pour des raisons politiques. Devant son obstination, il laisse son adjoint, Simon Fraser, tenter de l'effrayer, sans plus de succès. Lors de ses allées et venues chez l'avocat général, il fait la connaissance d'une très jeune fille, Catriona Drummond, dont le père, James More, est emprisonné pour trahison. Il en tombe amoureux ; Catriona, de son côté, ne semble pas insensible au jeune homme. Mais David se méfie de son père, qui semble prêt à faire un faux témoignage contre James Stewart pour regagner sa liberté. Alan Breck est toujours en fuite, et David Balfour cherche à le revoir avant son départ pour la France, mais il est suivi par Neil, un des hommes de James More, ce qui renforce ses soupçons à l'égard de ce dernier ; il demande à Catriona de retenir Neil, et parvient ainsi à rejoindre Alan. Malgré les risques qu'il sait courir, il n'embarque pas avec son ami, mais se laisse capturer par des hommes, dont certains sont à la solde du père de Catriona, et qui le gardent prisonnier sur l'île de Bass, le temps que le procès de James Stewart s'achève. Il arrive en effet trop tard, et l'accusé est condamné à mort. 
Malgré le rôle trouble joué par Prestongrange dans l'affaire, David Balfour accepte que celui-ci le prenne sous sa protection, et sympathise avec sa fille aînée, Barbara, jeune fille très belle et malicieuse, qui se lie également d'amitié avec Catriona. Prêt à partir à Leyde, en Hollande, pour y suivre des études de droit, David découvre avec plaisir qu'il aura Catriona pour compagne de voyage, celle-ci devant rejoindre son père à Hellevoetsluis. La jeune fille n'ayant aucun argent, il débarque avec elle pour l'aider à retrouver son père, qui est introuvable ; ils partent ensemble pour Leyde, où ils se font passer pour frère et sœur.
James More arrive enfin, et les deux amoureux se brouillent ; Catriona refuse d'épouser David, qui promet néanmoins à son père de lui accorder une petite pension, pour les mettre à l'abri du besoin. Le père et la fille partent pour Dunkerque, tant qu'Alan Breck vient rendre visite à son ami en Hollande. À la fin de son séjour, une lettre de James More les invite tous deux à venir les rejoindre à Dunkerque, car il prétend avoir une importante communication à faire à Alan. Méfiants, les deux amis se rendent néanmoins à l'invitation ; David découvre à la fois que Catriona n'a jamais cessé de l'aimer, et que James More a tendu un piège à Alan, qu'il compte livrer aux Anglais. Alan, David et Catriona s'enfuient, et David finit par épouser Catriona.

## Éditions en anglais
- David Balfour : Memoirs of His Adventures at Home and Abroad, en feuilleton dans le magazine Atalanta de décembre 1892 à septembre 1893, à Londres.
- Catriona : A Sequel to « Kidnapped ». Being Memoirs of the Furter Adventures of David Balfour at Home and Abroad chez Cassel and Company, septembre 1893, à Londres.
- David Balfour : Being Memoirs of His Adventures at Home and Abroad. The Second Part chez Charles Scribner’s Sons, septembre 1893, à New York.

## Traductions en français
- Catriona, traduit par Jean de Naÿ, chez Hachette, Paris, 1907.
- Catriona, traduit par Marc Porée chez Gallimard, coll. « Bibliothèque de la Pléiade », 2018[2].